# José Luis Araus Ortega
José Luis Araus Ortega (Barcelona, 1957) es un fisiólogo español, catedrático de la Universidad de Barcelona, conocido por su investigación en el campo de la fisiología de las plantas, con un enfoque particular en los cultivos mediterráneos.
Sus intereses de investigación se centran en el desarrollo de rasgos ecofisiológicos y herramientas para su aplicación en programas de mejoramiento y agronomía de cultivos, con un enfoque especial en la teledetección y los isótopos estables. Además, ha investigado intensamente el metabolismo fotosintético de carbono y nitrógeno, los factores de estrés abiótico y la productividad en cereales. Otro aspecto destacado de su investigación es la reconstrucción paleoambiental de las condiciones agrícolas en la antigüedad, utilizando isótopos estables.

## Carrera científica
Completó su Licenciatura en Biología en la Universidad de Barcelona en 1979 y desde entonces ha desempeñado diferentes roles en instituciones académicas y de investigación en todo el mundo. En 1993, se convirtió en Profesor Titular de Fisiología Vegetal en la Universidad de Barcelona, y desde el 2013 ha sido Profesor ICREA Academia, una distinción otorgada por el Gobierno de Cataluña en reconocimiento a la excelencia académica. 
Ha realizado investigaciones en la Universidad de Georgia (EE. UU.), el Centro Internacional de Investigación Agrícola en Zonas Áridas (Siria), el Centro Internacional de Agricultura Biosalina (EAU), el Instituto Smithsonian de Investigaciones Tropicales (Panamá), y el Centro Internacional de Mejoramiento de Maíz y Trigo (CIMMYT, México), entre otros.
Es coautor de casi 250 artículos en revistas indexadas en el Science Citation Index (SCI) y el Social Sciences Citation Index (SSCI), con un índice h (Google Scholar) de 69 y más de 30 mil citas académicas.

## Reconocimientos
En el 2008 fue galardonado con el Premio de la Amistad de China en 2008, en reconocimiento a sus contribuciones al desarrollo científico en ese país.